# HMCS Grou
HMCS Grou (K518) – kanadyjska fregata z okresu II wojny światowej, jedna ze 135 zbudowanych jednostek typu River. Okręt został zwodowany 7 sierpnia 1943 roku w stoczni Canadian Vickers w Montrealu, a do służby w Royal Canadian Navy wszedł 4 grudnia 1943 roku z numerem burtowym K518. Podczas działań wojennych HMCS „Grou” uczestniczył w eskorcie sześciu konwojów. Jednostka została wycofana ze służby 25 lutego 1946 roku i następnie sprzedana w celu złomowania.

## Projekt i budowa
Projekt okrętu powstał na skutek konieczności budowy jednostek eskortowych przeznaczonych do ochrony konwojów o lepszych parametrach od korwet typu Flower, budowanych masowo w początkowym okresie II wojny światowej. Bazując na rozwiązaniach konstrukcyjnych tych ostatnich, inżynier William Reed zaprojektował jednostki znacznie dłuższe, szersze, wyposażone w siłownię o większej mocy z dwiema śrubami (lecz nadal była to maszyna parowa, znacznie tańsza od nowocześniejszych turbin parowych), co w konsekwencji spowodowało wzrost zasięgu, dzielności morskiej, prędkości i ilości przenoszonego uzbrojenia. Wykorzystanie cywilnych metod budowy i podzespołów dało możliwość masowej i taniej produkcji okrętów nawet w małych stoczniach, w wyniku czego powstało aż 135 fregat typu River. Nowy typ jednostki zwalczania okrętów podwodnych był pierwszym, który został sklasyfikowany jako fregata.
HMCS „Grou” zbudowany został w stoczni Canadian Vickers w Montrealu. Stępkę okrętu położono 1 maja 1943 roku, a zwodowany został 7 sierpnia 1943 roku .

## Dane taktyczno-techniczne
Okręt był oceaniczną fregatą, przeznaczoną głównie do zwalczania okrętów podwodnych. Długość całkowita wynosiła 91,8 metra (86,3 metra między pionami), szerokość 11,2 metra i zanurzenie maksymalne 3,89 metra . Wyporność standardowa wynosiła pomiędzy 1310 a 1460 ton, a pełna 1920–2180 ton . Okręt napędzany był przez dwie maszyny parowe potrójnego rozprężania o łącznej mocy 5500 KM, do których parę dostarczały dwa trójwalczakowe kotły Admiralicji . Dwuśrubowy układ napędowy pozwalał osiągnąć prędkość 20 węzłów . Okręt zabierał maksymalnie zapas 646 ton mazutu, co zapewniało zasięg wynoszący 7200 Mm przy prędkości 12 węzłów (lub 5400 Mm przy prędkości 15 węzłów) .
Uzbrojenie artyleryjskie jednostki składało się z dwóch pojedynczych dział uniwersalnych kal. 102 mm (4 cale) QF HA Mark XIX L/40 . Uzbrojenie przeciwlotnicze składało się z 4–6 pojedynczych działek automatycznych Oerlikon kal. 20 mm Mark II/IV L/70 . Broń ZOP stanowiły: miotacz Hedgehog oraz osiem miotaczy i dwie zrzutnie bomb głębinowych (z łącznym zapasem do 150 bg) . Wyposażenie radioelektroniczne obejmowało radary Typ 271 lub 272, 291 oraz sonary .
Załoga okrętu składała się z 140 oficerów, podoficerów i marynarzy .

## Służba
Okręt wszedł do służby w Royal Canadian Navy 4 grudnia 1943 roku, otrzymując numer taktyczny K518. Podczas wojny jednostka uczestniczyła w eskorcie sześciu konwojów: HX-282, HX-283 (marzec 1944 roku), RA-59 (kwiecień – maj), HX-319 (listopad), OS-105KM (styczeń 1945 roku) i ON-285 (luty) .
W 1944 roku wzmocniono uzbrojenie przeciwlotnicze jednostki, instalując dodatkowe działka kal. 20 mm (od tego momentu fregata była uzbrojona w 10-12 działek Oerlikon kal. 20 mm Mark II/IV L/70 (sześć podwójnych lub cztery podwójne i dwa pojedyncze)  . W 1945 roku dokonano kolejnej modyfikacji uzbrojenia: zdemontowano dwa pojedyncze działa kal. 102 mm, instalując w zamian podwójny zestaw QF Mark XVI L/45 tego samego kalibru  .
Jednostka została wycofana ze służby 25 lutego 1946 roku i następnie sprzedana 13 grudnia 1947 roku w celu złomowania, które odbyło się w Victorii w 1948 roku.